# Beba (langue)
Pour les articles homonymes, voir Beba.
Le beba est une langue bantoïde des Grassfields parlée par environ 3 000 personnes (2002) au Cameroun, dans la Région du Nord-Ouest, le département du Mezam et à Benakuma – notamment à Beba –, également dans la Région du Sud-Ouest autour d'Akwaya dans le département du Manyu. Elle fait partie du groupe ngemba (en).
C'est une langue en danger (6b).